# مسجد بهار
مسجد میل لی (بهار) مربوط به دوره قاجار است و در تبریز، اول خیابان بهار واقع شده و این اثر در تاریخ ۲۹ تیر ۱۳۷۷ با شمارهٔ ثبت ۲۰۵۸ به‌عنوان یکی از آثار ملی ایران به ثبت رسیده است.